# ミュージックタイム
競走馬におけるミュージックタイムとは、
1. 日本の、1979年生まれの競走馬[1]。生涯6戦未勝利に終わっている。
2. アメリカ合衆国生産で、日本で走った1987年生まれの競走馬、種牡馬。本項にて記述。

ミュージックタイム（欧字名:Music Time J.、1987年5月5日 - 1999年5月13日）は、アメリカ合衆国で生産された日本の競走馬、種牡馬。主な勝ち鞍に1990年のニュージーランドトロフィー4歳ステークス。

## 競走馬時代
デビューは少し遅れ、1990年1月28日、東京競馬場第7競走の4歳新馬戦で岡部幸雄を鞍上にデビュー。1番人気に支持されたものの、8着に敗れた。2ヶ月後の未勝利戦を1番人気に応え勝利すると、続く4歳以上500万下条件も1番人気で挑むが1着に2馬身差の2着。その後の八重桜賞（500万下）では再び勝利。そして、重賞初参戦となる翌月のニュージーランドトロフィー4歳ステークスでは、後にマイルチャンピオンシップを2連覇する1番人気のダイタクヘリオスを破り勝利。重賞初制覇を挙げた。この後1年間の休養に入った。
その後、1991年6月1日のパラダイスステークスより復帰。1番人気に支持されたが応えられず6着。続く吾妻小富士賞は3着と健闘したが、5ヶ月後のキャピタルステークスは11着と惨敗してしまう。しかし、ディセンバーステークスではカネハボマイをアタマ差退け勝利し、1年4ヶ月ぶりの勝利を手にした。さらに年末の有馬記念にも出走することとなるも13番人気の13着、12着のメジロライアンに6馬身もつけられる惨敗であったが、ツインターボとオースミシャダイには辛うじて先着している。
年明け1992年はアメリカジョッキークラブカップ、バレンタインステークスと2戦したが、どちらも5着に終わり、その後引退となった。

## 競走成績
以下の内容は、netkeiba.comおよびJBISサーチに基づく。
| 競走日     | 競馬場 | 競走名        | 格      | 距離（馬場）  | 頭 数 | 枠 番 | 馬 番 | オッズ （人気） | 着順 | タイム （上り3F） | 着差 | 騎手      | 斤量 [kg] | 1着馬（2着馬）         | 馬体重 [kg] |
| ---------- | ------ | ------------- | ------- | ------------- | ----- | ----- | ----- | --------------- | ---- | ----------------- | ---- | --------- | --------- | ---------------------- | ----------- |
| 1990.01.28 | 東京   | 4歳新馬       |         | 芝1800m（良） | 15    | 7     | 12    | 001.60（1人）   | 08着 | R1:52.0（51.2）   | -1.8 | 0岡部幸雄 | 55        | トウショウスペリア     | 528         |
| 0000.03.31 | 中山   | 4歳未勝利     |         | ダ1800m（稍） | 16    | 6     | 12    | 001.60（1人）   | 01着 | R1:54.5（39.6）   | -0.5 | 0岡部幸雄 | 55        | （ダイヤモンドシチー） | 518         |
| 0000.04.22 | 東京   | 4歳500万下    |         | ダ1400m（重） | 7     | 1     | 1     | 001.40（1人）   | 02着 | R1:24.3（36.5）   | -0.3 | 0岡部幸雄 | 55        | レオシャトル           | 510         |
| 0000.05.12 | 東京   | 八重桜賞      | 500万下 | 芝1600m（良） | 6     | 2     | 2     | 001.50（1人）   | 01着 | R1:35.0（36.8）   | -0.3 | 0岡部幸雄 | 55        | （アマミシーザー）     | 506         |
| 0000.06.03 | 東京   | NZT4歳S       | GII     | 芝1600m（良） | 16    | 4     | 8     | 004.50（3人）   | 01着 | R1:34.9（36.7）   | -0.2 | 0岡部幸雄 | 56        | （ダイタクヘリオス）   | 508         |
| 1991.06.01 | 東京   | パラダイスS   | OP      | 芝1400m（稍） | 9     | 2     | 2     | 002.30（1人）   | 06着 | R1:24.9（35.6）   | -1.1 | 0岡部幸雄 | 56        | ダイワゲーリック       | 504         |
| 0000.06.23 | 福島   | 吾妻小富士賞  | OP      | 芝1800m（稍） | 8     | 4     | 4     | 002.30（1人）   | 03着 | R1:48.5（36.9）   | -0.3 | 0岡部幸雄 | 56        | センゴクヒスイ         | 506         |
| 0000.11.23 | 東京   | キャピタルS   | OP      | 芝1400m（良） | 17    | 1     | 2     | 009.70（4人）   | 11着 | R1:23.3（34.8）   | -1.0 | 0岡部幸雄 | 56        | キオイドリーム         | 508         |
| 0000.12.01 | 中山   | ディセンバーS | OP      | 芝2000m（良） | 6     | 2     | 2     | 006.00（4人）   | 01着 | R2:00.7（35.5）   | -0.0 | 0坂井千明 | 56        | （カネハボマイ）       | 502         |
| 0000.12.22 | 中山   | 有馬記念      | GI      | 芝2500m（良） | 15    | 2     | 2     | 072.2（13人）   | 13着 | R2:33.0（38.1）   | -2.4 | 0岡部幸雄 | 57        | ダイユウサク           | 504         |
| 1992.01.26 | 中山   | AJCC          | GII     | 芝2200m（良） | 11    | 4     | 4     | 016.30（6人）   | 05着 | R2:13.4（35.3）   | -0.6 | 0坂井千明 | 57        | トウショウファルコ     | 506         |
| 0000.02.15 | 東京   | バレンタインS | OP      | 芝1800m（良） | 12    | 2     | 2     | 003.70（2人）   | 05着 | R1:49.0（34.8）   | -0.3 | 0坂井千明 | 57        | イズミサンシャイン     | 506         |

## 種牡馬時代
引退後は社台スタリオンステーションで種牡馬となり、初年度産駒より南関東二冠（東京ダービー、東京王冠賞）を制し交流重賞で活躍したサプライズパワーを出したが、引退から7年後の1999年5月13日に疝痛のため死亡した。12歳没。

### 主な産駒
- 1994年産
  - サプライズパワー（かしわ記念、日本テレビ盃、帝王賞2着、ほか地方重賞9勝）
  - アンビシャスフット（青山記念）
  - エプソムシアター
- 1998年産
  - ホウシュウタイム（くろゆり賞、ゴールド争覇）
  - マウンテンガイド（新潟ダービー）
  - セリリコーン（リリーカップ）
  - アイエスビッグ（華月賞）

### ブルードメアサイアーとしての主な産駒
- 2004年産
  - トキノミスオース（ロジータ記念）

## 血統表
| ミュージックタイムの血統  | ミュージックタイムの血統                                              | ミュージックタイムの血統                                              | （血統表の出典）                                                      | （血統表の出典） |
| 父系                      | ノーザンダンサー系                                                    | ノーザンダンサー系                                                    | ノーザンダンサー系                                                    | [ § 2 ]          |
| 父 Nijinsky II 1967 鹿毛  | 父の父Northern Dancer 1961 鹿毛                                       | Nearctic                                                              | Nearco                                                                | Nearco           |
| 父 Nijinsky II 1967 鹿毛  | 父の父Northern Dancer 1961 鹿毛                                       | Nearctic                                                              | Lady Angela                                                           |                  |
| 父 Nijinsky II 1967 鹿毛  | 父の父Northern Dancer 1961 鹿毛                                       | Natalma                                                               | Native Dancer                                                         | Native Dancer    |
| 父 Nijinsky II 1967 鹿毛  | 父の父Northern Dancer 1961 鹿毛                                       | Natalma                                                               | Almahmoud                                                             |                  |
| 父 Nijinsky II 1967 鹿毛  | 父の母Flaming Page 1959 鹿毛                                          | Bull Page                                                             | Bull Lea                                                              | Bull Lea         |
| 父 Nijinsky II 1967 鹿毛  | 父の母Flaming Page 1959 鹿毛                                          | Bull Page                                                             | Our Page                                                              |                  |
| 父 Nijinsky II 1967 鹿毛  | 父の母Flaming Page 1959 鹿毛                                          | Flaring Top                                                           | Menow                                                                 | Menow            |
| 父 Nijinsky II 1967 鹿毛  | 父の母Flaming Page 1959 鹿毛                                          | Flaring Top                                                           | Flaming Top                                                           |                  |
| 母 Heather Road 1971 芦毛 | 母の父The Axe 1958 芦毛                                               | Mahmoud                                                               | Blenheim II                                                           | Blenheim II      |
| 母 Heather Road 1971 芦毛 | 母の父The Axe 1958 芦毛                                               | Mahmoud                                                               | Mah Mahal                                                             |                  |
| 母 Heather Road 1971 芦毛 | 母の父The Axe 1958 芦毛                                               | Blackball                                                             | Shut Out                                                              | Shut Out         |
| 母 Heather Road 1971 芦毛 | 母の父The Axe 1958 芦毛                                               | Blackball                                                             | Big Event                                                             |                  |
| 母 Heather Road 1971 芦毛 | 母の母Blossom Morgan 1964 芦毛                                        | Warfare                                                               | Determine                                                             | Determine        |
| 母 Heather Road 1971 芦毛 | 母の母Blossom Morgan 1964 芦毛                                        | Warfare                                                               | War Whisk                                                             |                  |
| 母 Heather Road 1971 芦毛 | 母の母Blossom Morgan 1964 芦毛                                        | Crazy Rhythm                                                          | Tom Fool                                                              | Tom Fool         |
| 母 Heather Road 1971 芦毛 | 母の母Blossom Morgan 1964 芦毛                                        | Crazy Rhythm                                                          | Old Melody                                                            |                  |
| 母系(F-No.)               | (FN:4-p)                                                              | (FN:4-p)                                                              | (FN:4-p)                                                              | [ § 3 ]          |
| 5代内の近親交配           | Mahmoud 3×5、Menow 4×5、Blue Larkspur 5×5、Bull Dog、Sir Gallahad 5×5 | Mahmoud 3×5、Menow 4×5、Blue Larkspur 5×5、Bull Dog、Sir Gallahad 5×5 | Mahmoud 3×5、Menow 4×5、Blue Larkspur 5×5、Bull Dog、Sir Gallahad 5×5 | [ § 4 ]          |
| 出典                      | 1. 2. 3. 4.                                                           | 1. 2. 3. 4.                                                           | 1. 2. 3. 4.                                                           | 1. 2. 3. 4.      |

- 半姉に米GI5勝のヘザーテンがいる[8]。そのほかの近親にマイネルバイカ（2015年白山大賞典）など。